# Sherman Robertson
Sherman Robertson (né le 27 octobre 1948 à Breaux Bridge en Louisiane et mort le 28 janvier 2021) est un chanteur, guitariste de blues américain.

## Biographie
Après s'être affirmé dans ses jeunes années comme un excellent guitariste dans la région de Houston, Texas, Sherman va apprendre les rudiments du métier en accompagnant des grands noms du blues des sixties comme Bobby 'blues' Bland et Junior Parker. Après avoir formé son propre groupe, the CROSSTOWN BLUES BAND et sorti deux albums, il est approché par Clifton Chénier, le roi du zydéco pour quelques dates. Leur collaboration durera cinq ans. Son talent l'amène à se voir proposer une collaboration sur l'album Graceland de Paul Simon qui sera un des grands succès de l'année 1987. Le producteur anglais Mike Vernon le signe par la suite sur Atlantic Records. Deux albums plus tard, il décide de devenir plus indépendant. Depuis 1998 et la publication du titre going back home sur la compilation Blues Quest, il s'était éclipsé discographiquement au profit de tournées aux us et en Europe et ce jusqu'à 250 dates par an. 2005 le voit publier un  Guitar Man Live qui illustre une nouvelle fois son incomparable brio à la guitare, sa voix puissante et son style musical unique croisant blues, groove et rock et évoquant aussi bien Albert Collins à qui on le compare volontiers que son ami de la Nouvelle Orléans Mem Shannon. Sherman Robertson est désormais un artiste incontournable de la scène blues internationale.
En août 2011, il était à l'affiche du 32e Jazz & Blues Festival de Gouvy, en Belgique.

## Discographie
- Guitar Man Live « Sherman Robertson & Blues Move »
- I'm the Man (Indigo) - 1994
- Here and Now (Code Blue)
- Going back Home - 1998